# 1745 au théâtre
| Années du théâtre : 1742 - 1743 - 1744 - 1745 - 1746 - 1747 - 1748    |
| Décennies du théâtre : 1710 - 1720 - 1730 - 1740 - 1750 - 1760 - 1770 |

## Événements
- juin : fermeture à Paris du Théâtre national de l'Opéra-Comique, qui durera jusqu'en 1751.
- Carlo Goldoni écrit le canevas de sa comédie Arlequin, serviteur de deux maîtres.
- Fin de la parution de l'Almanach des théâtres à Paris, chez Ballard, débutée l'année précédente en 1744.
- Samuel Johnson publie à Londres Miscellaneous Observations on  the Tragedy of Macbeth.

## Pièces de théâtre publiées
- Tragoediae : Brutus, Hermenigildus, Mauricius, Sennacherib, Sephoebus Myrsa, Agapitus, tragédies néo-latines de Charles Porée, Paris, M. Bordelet (édition posthume par Claude Griffet).

## Pièces de théâtre représentées
- 23 février : La Princesse de Navarre, comédie-ballet de Voltaire avec musique de Jean-Philippe Rameau, Grande Écurie du château de Versailles.
- 13 mai : L'Amante travestie, comédie de Barthélemy-Christophe Fagan, Paris, Hôtel de Bourgogne.
- Les Vendanges de Tempé, pantomime, de Charles-Simon Favart, Paris, foire Saint-Laurent.

## Naissances
- 11 mars : Antoine Auvray, dit Saint-Preux, acteur français, mort après décembre 1820.
- 25 mars : 
  - Nicolas-Étienne Framery, dramaturge, poète et librettiste français, mort le 26 novembre 1810.
  - Jacques-Marie Boutet de Monvel, dit Monvel, acteur et dramaturge français, mort le 13 février 1812.
- 3 avril : Denis Ivanovitch Fonvizine, auteur dramatique russe, mort le 1er décembre 1792.
- 26 octobre : Alexandrine Fanier, actrice française, sociétaire de la Comédie-Française de 1764 à 1780, morte le 3 juin 1821.
- 10 décembre : Thomas Holcroft, dramaturge anglais, mort le 23 mars 1809.
- Date précise non connue :
  - Barnabé Farmian Durosoy, journaliste et dramaturge français, mort le 25 août 1792.
  - Jean Baptiste Le Sueur Fontaine, acteur français, directeur de théâtre à Cap-Français et à La Nouvelle-Orléans, mort le 5 juillet 1814.
  - Heinrich Ferdinand Möller (de), acteur et auteur dramatique allemand, mort le 27 février 1798.

## Décès
- 13 mai : Charles Coffey, dramaturge et compositeur irlandais, né en 1700.
- 30 août : Jean-Baptiste-Maurice Quinault, acteur français, auteur de divertissements et d'intermèdes pour le théâtre, sociétaire de la Comédie-Française en 1713, né le 9 septembre 1687.
- 18 octobre : Jacques Autreau, peintre, dramaturge et poète français, né en 1657.
- Date précise inconnue ou non renseignée : 
  - Marie-Anne-Armande Carton, dite Manon Dancourt, actrice française, née en 1684, sociétaire de la Comédie-Française en 1699.